# Тип 94 (противотанковая пушка)
37-мм противотанковая пушка Тип 94 (九四式三十七粍速射砲 Кю:ён-сики сандзю:нана-мири сокусяхо: (Kyūyon-shiki sanjyūnana-miri sokushahō)) — японское противотанковое орудие, применявшееся императорской армией в ход войны с Китаем, пограничных конфликтов с СССР и Второй мировой войны.

## История
37-мм пушка Тип 94 была принята на вооружение в 1936 году. Орудие представляет собой усовершенствованную версию полковой 37-мм пушки Тип 11, которое также использовалось в качестве примитивного противотанкового орудия. Однако короткий ствол, низкая начальная скорость снаряда, небольшая дальность стрельбы и медленная перезарядка делали Тип 11 малоэффективным средством против танков противника. Разработка нового орудия для его замены началась в июле 1933 года и завершилась через год. Первоначальное тестирование показало, что обученный расчёт может производить до 30 выстрелов в минуту; однако армейское руководство считало, что первоначальный вариант был слишком тяжелым. Модифицированный образец прошел испытания в 1935 году, а фактическое производство началось в 1936 году, при этом пушка сохранила своё первоначальное название «Тип 94» (имперский год 2594 = григорианский 1934 год). Было произведено около 3400 единиц. На его основе была создана противотанковая пушка Тип 1.

## Устройство

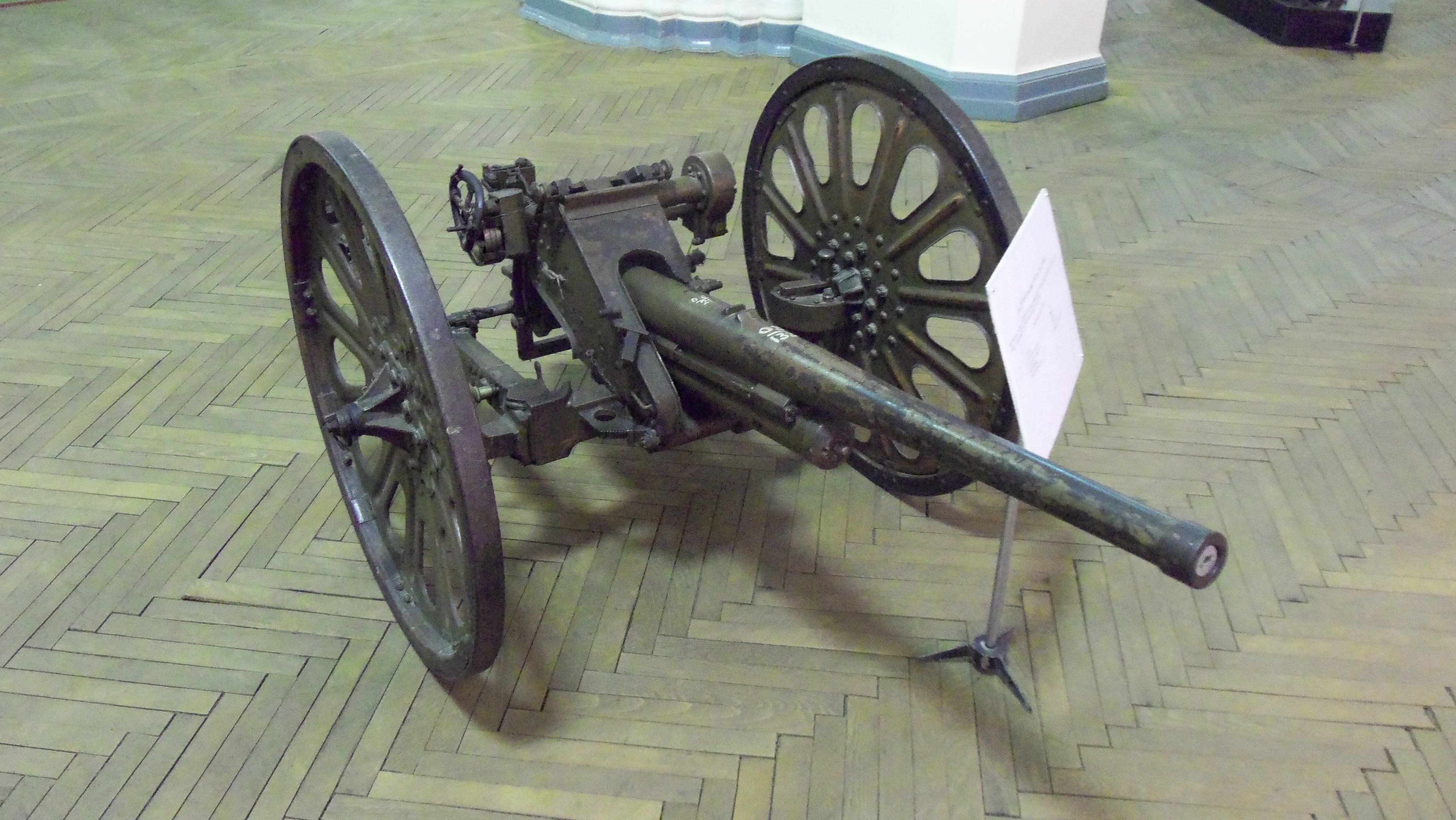
Пушка Тип 94 в Военно-историческом музее артиллерии, инженерных войск и войск связи

Как большинство других японских орудий, Тип 94 имел очень низкий профиль. Пушки оснащались противоосколочными щитами, а раздвижные станины с сошниками способствовали значительному углу горизонтального обстрела орудия и его устойчивости во время ведения огня. Затвор горизонтальный, клиновый. Прицел прямой, телескопический. Орудие могло вести огонь бронебойными и осколочными снарядами.
Пушка имела неподрессоренный ход или с деревянными, обитыми железом колесами, или перфорированными металлическими. Вся конструкция разделялась на четыре части, каждая из которых весила менее 100 килограммов, что позволяло осуществлять транспортировку на четырёх лошадиных вьюках.

## Боевое применение

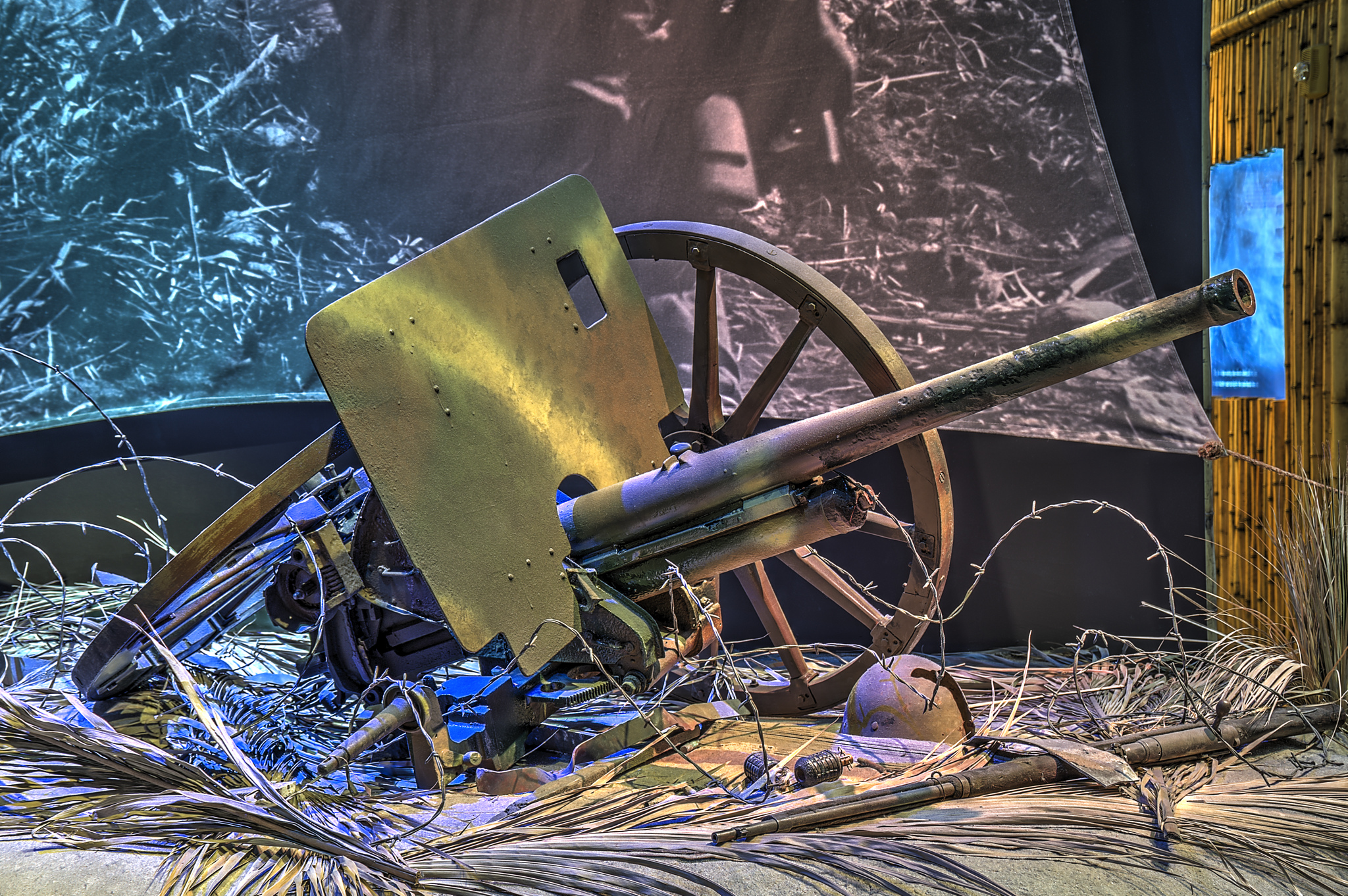
Тип 94 в экспозиции Национального музея Второй мировой, США.

Обычно на каждый пехотный полк приходилось четыре пушки Тип 94. Каждое орудие было укомплектовано расчётом из 11 человек и находилось на связи со штабом полка, которая осуществлялась с помощью полевого телефона или вестового. Бронебойный снаряд пушки Тип 94 с дистанции 900 м пробивал броню толщиной 24 мм, а с дистанции 460 м — 43 мм. Техническое бюро армии продолжало экспериментировать с путями увеличения начальной скорости бронебойного снаряда до 1941 года.
Тип 94 был эффективен против советских лёгких танков БТ во время боёв у Халхин-Гола, но к началу Тихоокеанской войны орудие уже значительно устарело и было совершенно бесполезным против танков M4 «Шерман». Однако Тип 94 оставался на службе японской армии до конца войны из-за отсутствия лучшей замены. Более совершенная 47-мм противотанковая пушка Тип 1 начала поступать в войска с начала 1942 года, но ввиду меньшего количества произведённых образцов (2300 против 3400), Тип 94 до конца войны оставалась наиболее массовым противотанковым орудием японской армии.